# Bodyshaming
Bodyshaming is het publiekelijk bekritiseren van iemands lichaam, meestal met als doel de betreffende persoon belachelijk te maken. Fatshaming is hier een voorbeeld van. Het fenomeen komt vooral voor op sociale media. 
Hoewel de term 'bodyshaming' relatief recent is, is het een veel ouder fenomeen. Zo werd naaktdanseres Celly de Rheydt al begin jaren 1920 al in kranten bekritiseerd om haar lichaam, vaak gekoppeld aan haar vrije (en in die tijd benaderd als verdorven) moraal. 

## Statistieken
Uit onderzoek dat in 2018 onder ruim tweeduizend mensen van tussen de 16 en 34 jaar in Nederland werd gehouden rolden de volgende resultaten:
- Op sociale media is een op de tien jongeren wel eens onderwerp van bodyshaming geweest.
- Vier op de tien deelnemers vond het belangrijk wat anderen van hun lichaam vinden. Ook vergelijkt de helft hun lichaam vaak met dat van anderen.
- Eén op de vijf jongeren heeft wel eens een positieve opmerking op sociale media gekregen over het uiterlijk.
- Een kleine een op de drie heeft wel eens een positieve reactie op sociale media geplaatst over iemands lichaam. Twee derde van de jongeren doet dit nooit. Vrouwen zijn complimenteuzer dan mannen: ruim een op de drie vrouwen heeft wel eens een positieve opmerking geplaatst tegenover minder dan een op de vier mannen.[2]

## Gevolgen
Iemand kan zich gaan schamen om zijn lichaam wanneer er veelvuldig negatieve dingen over wordt gezegd. De mogelijke consequenties zijn divers: het kan leiden tot verminderde eigenwaarde, stemmingsstoornissen, afzondering en zelfbeschadiging. Er kan gepoogd worden de ervaren pijn te verminderen door alcohol te gaan drinken of verslechtering van eetgedrag, zoals bijvoorbeeld anorexia.
Body positivity is een beweging die pleit voor acceptatie van het menselijk lichaam in al zijn verschijningsvormen. Ze ageert tegen bodyshaming en formuleert oplossingen.